# 歐洲派
《歐洲派》（英語：EuroTrip）是一部2004年上映的美國電影，傑夫·沙佛（Jeff Schaffer）導演，史考特·麥克洛維茨（Scott Mechlowicz）主演的青春喜劇。

## 劇情
暱稱史考提的史考特（史考特·麥克洛維茨飾），是個美國俄亥俄州的優秀高中畢業生，即將入讀醫科，卻在畢業時被女友費歐娜（克莉斯汀·克魯克飾）甩掉，更慘的是費歐娜劈腿了一年，與一名搖滾歌手唐尼（麥特·戴蒙友情客串）有染，好笑的是，唐尼竟然把這樁風流韻事寫成一首歌《史考提蒙在鼓裏》（Scotty Doesn't Know），公開演唱，從此史考提成為全校名人，大家都在嘲笑他的綠帽事件。
正遇到失戀打擊的史考提，得到他的德國網路筆友米卡（潔西卡·包爾斯 飾）的電子郵件激勵，米卡甚至願意到美國陪伴他。但史考提德文水準太差，又喝了個酩酊大醉，以為米卡是男的，且有斷袖之癖，意圖不軌，於是回了一封郵件辱罵並拒絕米卡。想不到史考提讀小學的弟弟德文水準不錯，發現史考提根本搞錯了，米卡不但不是男子，還是個火辣的金髮美人。
史考提於是決意到歐洲尋找這位美女，親自道歉，以挽回佳人芳心，他邀約死黨庫柏（雅各·皮特斯飾）同行，而後旅途上又加入了吉米（崔維斯·維斯特飾）與珍妮（蜜雪兒·雀柏格飾）這對孿生兄妹。
他們沿路的經歷包括了與英國的足球流氓的狂歡，法國羅浮宮前與街頭藝人的機械舞競技，荷蘭阿姆斯特丹性工作者與大麻的縱情聲色，斯洛伐克普萊斯堡的低消費奢華生活，沿路搞笑不斷，抵達柏林，才知道佳人正在羅馬梵蒂岡旅行。
四人耗盡資財，直奔羅馬，吉米假扮成導遊，帶著大家進入教廷。一場在聖彼得大教堂的意外，害得史考提被誤以為是新出爐的教皇，受到百萬天主教徒的歡呼，如此脫序的行為，使史考提被教皇衛隊逮捕，好在先前結交的足球流氓也來到羅馬，他們把史考提救出，皇天不負苦心人，史考提終於追到了當時在羅馬旅行的米卡，兩人天雷勾動地火，雲雨一番，並約定好日後一定要再見面。
庫柏與珍妮也陷入愛河，同返美國。吉米則成為了旅遊指南出版社的研究員，再次環遊歐洲。史考提到了歐柏林大學之後，發覺米卡也為愛赴美，就讀同一所大學，還被錯排為他的室友，有情人終成眷屬。

## 外部連結
- 互联网电影数据库（IMDb）上《歐洲派》的资料（英文）
- AllMovie上《歐洲派》的资料（英文）
- Box Office Mojo上《歐洲派》的資料（英文）
- 爛番茄上《歐洲派》的資料（英文）
- Metacritic上《歐洲派》的資料（英文）